# Бонфон (Коррез)
Бонфо́н (фр. Bonnefond, окс. Bonafont) — коммуна во Франции, находится в регионе Лимузен. Департамент — Коррез. Входит в состав кантона Бюжа. Округ коммуны — Юссель.
Код INSEE коммуны — 19027.
Коммуна расположена приблизительно в 380 км к югу от Парижа, в 70 км юго-восточнее Лиможа, в 34 км к северо-востоку от Тюля.

## Население
Население коммуны на 2008 год составляло 124 человека.
| 1962 | 1968 | 1975 | 1982 | 1990 | 1999 | 2008 |
| ---- | ---- | ---- | ---- | ---- | ---- | ---- |
| 260  | 214  | 163  | 149  | 136  | 127  | 124  |

## Администрация
| Период | Период | Фамилия      | Партия                              | Примечания |
| ------ | ------ | ------------ | ----------------------------------- | ---------- |
| 1953   | 2001   | Реймон Вернь | Французская коммунистическая партия |            |
| 2001   |        | Андре Витрак | Французская коммунистическая партия |            |

## Экономика

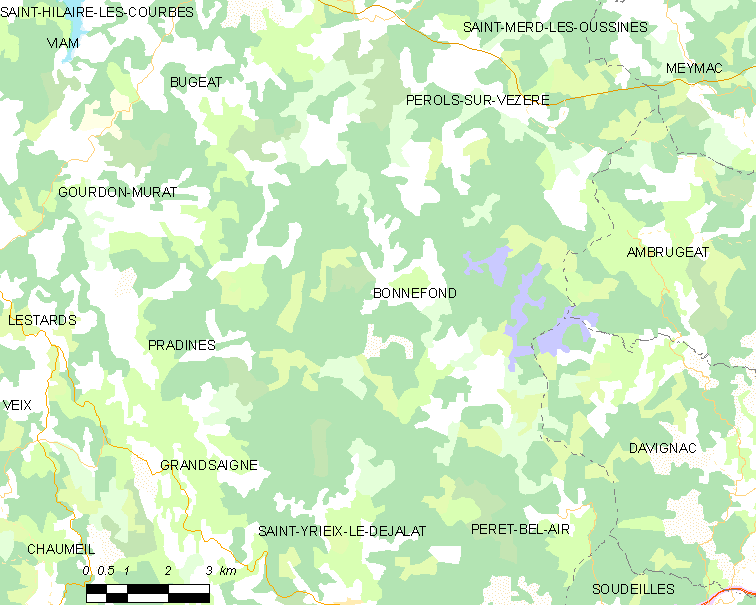
Карта коммуны

В 2007 году среди 71 человека в трудоспособном возрасте (15-64 лет) 46 были экономически активными, 25 — неактивными (показатель активности — 64,8 %, в 1999 году было 59,6 %). Из 46 активных работали 44 человека (26 мужчин и 18 женщин), безработных было 2 (1 мужчина и 1 женщина). Среди 25 неактивных 4 человека были учениками или студентами, 13 — пенсионерами, 8 были неактивными по другим причинам.